# مسجد سليمان باشا
مسجد سليمان باشا (بالتركية: Süleyman Paşa Camii)‏ أو المسجد القديم يقع المسجد في تيرانا عاصمة ألبانيا.

## التاريخ
- يعتبر المسجد من أقدم المساجد في مدينة تيرانا، وأحد أقدم المساجد في ألبانيا.

- بني المسجد في عام 1614 في عهد الجنرال العثماني ذو الأصل الألباني سليمان برجيني، والذي قاتل إلى جانب العثمانيين ضد الصفويين في بلاد فارس.

- تم تدمير المسجد في الحرب العالمية الثانية، وعلى الرغم من الأموال التي جمعها أهل تيرانا لإعادة بناء المسجد، إلا أن بقاياه ومئذنته التي لا تزال قائمة تم تدميرها في عام 1967م، على يد حكومة أنور خوجة الملحدة من أجل تشييد نصب الجندي المجهول.[2]

- على الرغم من أنه أقدم مبنى في تيرانا، إلا أن مسجد سليمان باشا لم يتم إعادة بنائه.